# Trans-Fuzja
Tras-Fuzja es una organización polaca defensora de los derechos LGBT. Fue fundada en febrero de 2008 y adquirió el estatus de organización de interés público, que trabaja para mejorar el bienestar de las personas transgénero en Polonia.

## Descripción
Trans-Fuzja trabaja para mejorar las condiciones de vida de las personas transgénero en Polonia, apoyándolas a ellas y a sus familiares durante el proceso de transición. Ofrece apoyo psicológico y proporciona asesoramiento jurídico para la reasignación de sexo y otros aspectos legales de la transición. También lleva a cabo formaciones y talleres para escuelas y empresas que quieren educar a sus empleados en la inclusividad y anima a los establecimientos locales a ser lugares seguros para las personas transgénero. Además, promueve la educación en el campo de los estudios de género, financiando publicaciones y creando folletos que ayudan a las personas en las primeras etapas de sus transiciones.
En 2014, Trans-Fuzja realizó un estudio sobre las experiencias de las personas transgénero en Polonia en el acceso a los servicios de atención médica, y en 2015 un estudio sobre la situación de los jóvenes en transición en las escuelas. En 2009, Trans-Fuzja y la Campaña contra la Homofobia organizaron el Festival de Familias Arcoíris para mostrar la diversidad de familias y relaciones que existen en Polonia.
También organiza campañas destinadas a contrarrestar la transfobia y abolir las leyes discriminatorias. En 2012, Trans-Fuzja, junto con la diputada Anna Grodzka, prepararon el borrador de una ley de reconocimiento de género, que se aprobó en Sejm el 10 de septiembre de 2015. Sin embargo, la ley fue vetada por el presidente Andrzej Duda el 2 de octubre de 2015 y finalmente no se concretó.
En noviembre de 2013, la Oficina del Defensor del Pueblo de Polonia organizó una conferencia titulada "Estándares europeos y buenas prácticas en la reasignación de género", coorganizada por Trans-Fuzja, el defensor del pueblo Adam Bodnar y el Consejo de Europa.

## Presidentes
Los mandatos de los presidentes de la organización tienen una duración de tres años, y desde sus inicios ha sido presidida por:
- Anna Grodzka – de julio de 2008 a diciembre de 2011
- Lalka Podobińska – de diciembre de 2011 a junio de 2014
- Wiktor Dynarski – de junio de 2014 a enero de 2017
- Edyta Baker - desde enero de 2017